# Comberjon
Comberjon és un municipi francès situat al departament de l'Alt Saona i a la regió de Borgonya - Franc Comtat. L'any 2007 tenia 176 habitants.

## Demografia

### Població
El 2007 la població de fet de Comberjon era de 176 persones. Hi havia 76 famílies, de les quals 16 eren unipersonals (4 homes vivint sols i 12 dones vivint soles), 28 parelles sense fills, 28 parelles amb fills i 4 famílies monoparentals amb fills.
La població ha evolucionat segons el següent gràfic:
Habitants censats

### Habitatges
El 2007 hi havia 77 habitatges, 73 eren l'habitatge principal de la família, 2 eren segones residències i 2 estaven desocupats. Tots els 77 habitatges eren cases. Dels 73 habitatges principals, 69 estaven ocupats pels seus propietaris i 4 estaven llogats i ocupats pels llogaters; 1 tenia dues cambres, 4 en tenien tres, 22 en tenien quatre i 46 en tenien cinc o més. 62 habitatges disposaven pel capbaix d'una plaça de pàrquing. A 22 habitatges hi havia un automòbil i a 45 n'hi havia dos o més.

### Piràmide de població
La piràmide de població per edats i sexe el 2009 era:
| Homes | Edats   | Dones |
| ----- | ------- | ----- |
| 0     | 95 o +  | 0     |
| 0     | 90 a 94 | 0     |
| 4     | 85 a 89 | 0     |
| 4     | 80 a 84 | 4     |
| 0     | 75 a 79 | 0     |
| 0     | 70 a 74 | 0     |
| 4     | 65 a 69 | 0     |
| 0     | 60 a 64 | 12    |
| 8     | 55 a 59 | 0     |
| 16    | 50 a 54 | 16    |
| 12    | 45 a 49 | 16    |
| 8     | 40 a 44 | 0     |
| 4     | 35 a 39 | 12    |
| 4     | 30 a 34 | 0     |
| 0     | 25 a 29 | 0     |
| 12    | 20 a 24 | 4     |
| 12    | 15 a 19 | 4     |
| 8     | 10 a 14 | 12    |
| 4     | 5 a 9   | 0     |
| 4     | 0 a 4   | 0     |

## Economia
El 2007 la població en edat de treballar era de 124 persones, 95 eren actives i 29 eren inactives. De les 95 persones actives 91 estaven ocupades (52 homes i 39 dones) i 4 estaven aturades (2 homes i 2 dones). De les 29 persones inactives 11 estaven jubilades, 8 estaven estudiant i 10 estaven classificades com a «altres inactius».

### Ingressos
El 2009 a Comberjon hi havia 75 unitats fiscals que integraven 189,5 persones, la mediana anual d'ingressos fiscals per persona era de 19.511 €.

### Activitats econòmiques
Dels 7 establiments que hi havia el 2007, 5 eren d'empreses de construcció, 1 d'una empresa de comerç i reparació d'automòbils i 1 d'una empresa immobiliària.
Dels 4 establiments de servei als particulars que hi havia el 2009, 1 era un paleta i 3 electricistes.

## Poblacions més properes
El següent diagrama mostra les poblacions més properes.